# Oeneis pseudosculda
Oeneis pseudosculda är en fjärilsart som beskrevs av Yuri Petrovich Korshunov 1977. Oeneis pseudosculda ingår i släktet Oeneis och familjen praktfjärilar. Inga underarter finns listade i Catalogue of Life.